# Чечулин, Владимир Ильич
Владимир Ильич Чечулин (9 марта 1937 — 22 августа 1983, Москва) — лётчик-испытатель авиационного завода «Знамя труда». Герой Советского Союза (1971).

## Биография
Родился 9 марта 1937 года в городе Воронеж в семье рабочего. Русский. Член КПСС с 1958 года. Окончил 10 классов и Воронежский аэроклуб.
В Советской Армии с 1954 года. В 1955 году окончил 6-ю военную авиационную школу первоначального обучения лётчиков, в 1958 — Батайское военное авиационное училище лётчиков, в 1960 — Высшую офицерскую авиационно-инструкторскую школу (Грозный). В 1958—1962 — лётчик-инструктор Батайского военного авиационного училища лётчиков. С 1962 года майор В. И. Чечулин — в запасе.
С 1963 года по декабрь 1978 года — на лётно-испытательной работе на авиационном заводе «Знамя труда» в городе Луховицы Московской области. Испытывал серийные сверхзвуковые истребители Су-9, Су-11, МиГ-21, МиГ-23 и их модификации.
Указом Президиума Верховного Совета СССР от 26 апреля 1971 года за мужество и героизм, проявленные при испытании новой авиационной техники, Владимиру Ильичу Чечулину присвоено звание Героя Советского Союза с вручением ордена Ленина и медали «Золотая Звезда».
Лётчик-испытатель 1-го класса В. И. Чечулин жил в городе Луховицы Московской области, а в последние годы — в Москве. Работал в Управлении по обслуживанию дипломатического корпуса, в Центральном Доме авиации и космонавтики.
Умер 22 августа 1983 года. Похоронен в Москве, на Химкинском кладбище.
Награждён орденами Ленина, Красной Звезды, медалями.